# تحصیل چینیوت
تحصیل چینیوت (به انگلیسی: Chiniot Tehsil) یک تحصیل در پاکستان است که در پنجاب واقع شده‌است.